# 2,4,5-trichloorfenol
2,4,5-trichloorfenol is een organische verbinding met als brutoformule C6H3Cl3O. De stof komt voor als kleurloze kristallen of grijze schilfers met een kenmerkende geur, die zeer slecht oplosbaar zijn in water.

## Toxicologie en veiligheid
De stof kan bij verwarming tot het ogenblik van sublimatie (ca. 253°C) ontploffen. De stof ontleedt bij verhitting en bij contact met sterk oxiderende stoffen, met vorming van giftige en irriterende dampen (waaronder dichloor en waterstofchloride). 2,4,5-trichloorfenol is een zwak zuur en reageert in basisch midden bij hoge temperaturen, met vorming van zeer giftige gechloreerde dioxines.
De stof is irriterend voor de ogen, de huid en de luchtwegen. De stof kan effecten hebben op de lever en de nieren. Ze is mogelijk carcinogeen bij de mens.

## Toepassing
De stof is een tussenproduct bij de synthese van bactericiden (hexachlorofeen) en herbiciden als 2,4,5-trichloorfenoxyazijnzuur.

## Seveso-ongeval
Het chemisch ongeval in Seveso op 10 juli 1976 gebeurde tijdens de productie van 2,4,5-trichloorfenol, door de reactie van 1,2,4,5-tetrachloorbenzeen met natriumhydroxide. Dit was een tussenstap in de productie van hexachlorofeen. Na de reactie werd de roerder in de reactor stilgelegd, maar de temperatuur in de reactor was nog hoog (158°C). Aan de reactorwand werden lokaal nog hogere temperaturen bereikt, waardoor er exothermische reacties optraden die de temperatuur verder deden oplopen. Bij een van deze nevenreacties werd 2,3,7,8-tetrachloordibenzo-p-dioxine (TCDD, rechts) gevormd. Door de stijgende druk in de reactor opende uiteindelijk een veiligheidsklep en werd een deel van de inhoud van de reactor met het dioxine in de omgeving verspreid.